# Бернд Шторк
Бернд Шторк (нім. Bernd Storck, нар. 25 січня 1963, Герне) — німецький футболіст, що грав на позиції захисника. По завершенні ігрової кар'єри — футбольний тренер. З 2018 року очолює бельгійський клуб Мускрон.
Виступав, зокрема, за клуб «Боруссія» (Дортмунд), а також молодіжну збірну Німеччини.
Володар Кубка Німеччини. 

## Клубна кар'єра
Народився 25 січня 1963 року в місті Герне. Вихованець юнацьких команд футбольних клубів «Беле-Кабель» та «Бохум». У дорослому футболі дебютував 1981 року виступами за головну команду «Бохума», в якій провів два сезони, взявши участь у 24 матчах чемпіонату. 
1983 року перейшов до клубу «Боруссія» (Дортмунд), за який відіграв 6 сезонів. Більшість часу, проведеного у складі «Боруссії», був основним гравцем захисту команди. За цей час виборов титул володаря Кубка Німеччини. 1989 року у 26-річному віці завершив професійну кар'єру футболіста.

## Виступи за збірну
Залучався до складу молодіжної збірної Німеччини. На молодіжному рівні зіграв у 7 офіційних матчах.

## Кар'єра тренера
Отримав тренерську освіту і 1996 року став асистентом Юргена Ребера, щойнопризначеного головного тренера берлінської «Герти». Пропрацював у Берліні протягом 6 сезонів, після чого разом з Ребером залишив столичну команду. Протягом 2003-2007 років Ребер провів по одному сезону на чолі «Вольфсбурга», сербського «Партизана» і  дортмундської «Боруссії», і в усіх цих клубах Шторк супроводжував головного тренера, входячи до очолюваних ним тренерських штабів.
Перший досвід самостійної тренерської роботи отримав 2008 року, прийнявши пропозицію очолити тренерський штаб клубу «Алмати», якому допоміг за результатами сезону зберегти прописку у вищому дивізіоні чемпіонату Казахстану. Паралельно німецький спеціаліст працював з молодіжною збірною Казахстану, а восени того ж 2008 року був призначений виконувачем обов'язків головного тренера національної збірної країни. За декілька місяців, у січні 2009, був призначений її головним тренером на постійній основі. У жовтні 2010 був звільнений з посади після чотирьої поразок національної команди поспіль. Залишився в Казахстані, де протягом 2011 року працював з юнацькою збірною країни.
Протягом 2012-2014 років працював у Греції, де тренував молодіжну команду місцевого «Олімпіакоса».
У березні 2015 був запрошений очолити молодіжну збірну Угорщини, з якою працював на тогорічному молодіжному чемпіонаті світу, на якому угорці вийшли з групи, а на стадії 1/8 фіналу лише у додатковий час поступилися майбутнім тріумфаторам турніру «молодіжці» Сербії.
20 липня того ж року був призначений головним тренером національної збірної Угорщини. Успішно виконав завдання виведення угорської збірної до фінальної частини чемпіонату Європи 2016, куди команди потрапила через ігри плей-оф, за сумою яких здолала збірну Норвегії. Таким чином збірна Угорщини потрапила до інальної частини континентальної першості уперше з 1972 року. Угорці вважалися одними з аутсайдерів Євро-2016, утім у своїй групі продемонстрували впевнену гру і, не програвши жодної гри, пройшли до стадії плей-оф з першого місця. Утім там вже в 1/8 фіналу угорці потрапили на Бельгію, якій розгромно поступилися 0:4.
17 жовтня 2017 року, після завершення відбору на чемпіонат світу 2018, який Угорщина не подолала, посівши лише третє місце у своїй відбірковій групі, розірвав трудову угоду з угорською федерацією за взаємною згодою. Через півроку, навесні 2018, його внесок в успіхи угорської збірної був нагороджений «Орденом Заслуг» країни.
2 вересня 2018 року очолив бельгійську команду «Мускрон».

## Статистика виступів

### Статистика клубних виступів
| Сезон                | Команда               | Чемпіонат            | Чемпіонат | Чемпіонат | Національний кубок | Національний кубок | Національний кубок | Континентальні кубки | Континентальні кубки | Континентальні кубки | Усього | Усього |
| Сезон                | Команда               | Ліга                 | Ігор      | Голів     | Ліга               | Ігор               | Голів              | Ліга                 | Ігор                 | Голів                | Ігор   | Голів  |
| -------------------- | --------------------- | -------------------- | --------- | --------- | ------------------ | ------------------ | ------------------ | -------------------- | -------------------- | -------------------- | ------ | ------ |
| 1981–82              | «Бохум»               | БЛ                   | 3         | 0         | КН                 | -                  | -                  | -                    | -                    | -                    | 3      | 0      |
| 1982–83              | «Бохум»               | БЛ                   | 21        | 1         | КН                 | 5                  | 1                  | -                    | -                    | -                    | 26     | 2      |
| Усього за «Бохум»    | Усього за «Бохум»     | Усього за «Бохум»    | 24        | 1         |                    | 5                  | 1                  |                      | -                    | -                    | 29     | 2      |
| 1983–84              | «Боруссія» (Дортмунд) | БЛ                   | 25        | 1         | КН                 | 0                  | 0                  | -                    | -                    | -                    | 25     | 1      |
| 1984–85              | «Боруссія» (Дортмунд) | БЛ                   | 32        | 1         | КН                 | 3                  | 0                  | -                    | -                    | -                    | 35     | 1      |
| 1985–86              | «Боруссія» (Дортмунд) | БЛ                   | 31        | 1         | КН                 | 4                  | 0                  | -                    | -                    | -                    | 35     | 1      |
| 1986–87              | «Боруссія» (Дортмунд) | БЛ                   | 24        | 1         | КН                 | 2                  | 0                  | -                    | -                    | -                    | 26     | 1      |
| 1987–88              | «Боруссія» (Дортмунд) | БЛ                   | 14        | 3         | КН                 | 2                  | 0                  | КУЄФА                | 2                    | 0                    | 18     | 3      |
| 1988–89              | «Боруссія» (Дортмунд) | БЛ                   | 21        | 0         | КН                 | 5                  | 2                  | -                    | -                    | -                    | 26     | 2      |
| Усього за «Боруссію» | Усього за «Боруссію»  | Усього за «Боруссію» | 147       | 7         |                    | 16                 | 2                  |                      | 2                    | 0                    | 165    | 9      |
| Усього за кар'єру    | Усього за кар'єру     | Усього за кар'єру    | 171       | 8         |                    | 21                 | 3                  |                      | 2                    | 0                    | 194    | 11     |

## Титули і досягнення
- Володар Кубка Німеччини (1):

«Боруссія» (Дортмунд):  1988–89